# István Ráth-Végh
István Ráth-Végh (* 23. November 1870 in Budapest; † 18. Dezember 1959 ebenda) war ein ungarischer Jurist und Schriftsteller, der sich mit Kulturgeschichte befasste.
Ráth-Végh promovierte an der Universität Budapest und arbeitete bis 1934 als Rechtsanwalt.
In deutscher Sprache erschienen unter anderem seine bekanntesten populärwissenschaftlichen Werke: Aus der Geschichte der Dummheit (deutsch 1961), Die Geschichte der Liebe (deutsch 1963), Die Komödie des Buches (1937), Schwarze Chronik (1958).